# Purple Rain (Princeov album)
Purple Rain šesti je studijski album američkog glazbenika Princea. Objavila ga je diskografska kuća Warner Bros. Records 25. lipnja 1984. Purple Rain je soundtrack istoimenog filma i ujedno je i prvi album koji potpisuje zajedno sa svojim sastavom The Revolution.
Ovim albumom Prince je dokazao da je jedan od najvećih pop glazbenika 1980-ih. Purple Rain je prodan u 25 milijuna primjeraka i jedan je od najznačajnijih i najprodavanijih albuma svih vremena.

## Popis pjesama
| 1. | »Let's Go Crazy«     | 4:39 |
| 2. | »Take Me with You«   | 3:54 |
| 3. | »The Beautiful Ones« | 5:13 |
| 4. | »Computer Blue«      | 3:59 |
| 5. | »Darling Nikki«      | 4:14 |

| 6. | »When Doves Cry«  | 5:54 |
| 7. | »I Would Die 4 U« | 2:49 |
| 8. | »Baby I'm a Star« | 4:24 |
| 9. | »Purple Rain«     | 8:41 |